# Alagoinhas Atlético Clube
Maillots
L'Alagoinhas Atlético Clube est un club brésilien de football basé à Alagoinhas dans l'État de Bahia.  Ils évoluent en Série B en 1972, en Série C en 2004 et en Série D en 2009. Le club évolue en 2011 dans le Championnat de Bahia de football.

## Histoire
L'Alagoinhas Atlético Clube est fondé le 2 avril 1970 par un groupe de sportifs. Le premier match officiel du club est une victoire sur le score de 2-0 contre l'Associação Desportiva Leônico en 1971. L'Atlético atteint les demi-finales de Série B en 1972, et est éliminé au premier tour de Série C en 2004 et en Série D en 2009.

## Palmarès
- Championnat de Bahia (2) : 2021 et 2022.

## Stade
L'Alagoinhas Atlético Clube évolue au Carneirão. Le stade a une capacité de 18 000 places.
En 2012, le club joue ses matchs à domicile au Stade Mariano Santana durant une saison.